# Lubomir Kejval
Lubomir "Luboš" Kejval (Havlíčkův Brod, regió de Vysočina, 4 de febrer de 1976) és un exciclista txec que fou professional del 1998 al 2004.
El seu germà Miloslav també es dedicà al ciclisme.

## Palmarès
- 2000
  - Vencedor d'una etapa a la Volta a Cuba
  - Vencedor de 2 etapes a la Volta a Eslovàquia
- 2001
  - Vencedor d'una etapa a la Volta a Eslovàquia